# Gramophone
Gramophone (грамофон) — англійський щомісячний журнал про класичну музику.
Заснований 1923 року письменником Комптоном Макензі і Крістофером Стоуном (згодом відомим радіоведучим). Вважається одним з найбільш впливових видань цього роду в світі, зустрічаючи в той же час постійні критичні зауваження (наприклад, з боку відомого критика Нормана Лебрехта) з приводу тісних зв'язків з великими компаніями звукозапису корпораціями (перш за все, EMI).
Журнал присуджує щорічну премію в галузі звукозапису Gramophone Award.